# 練習簿

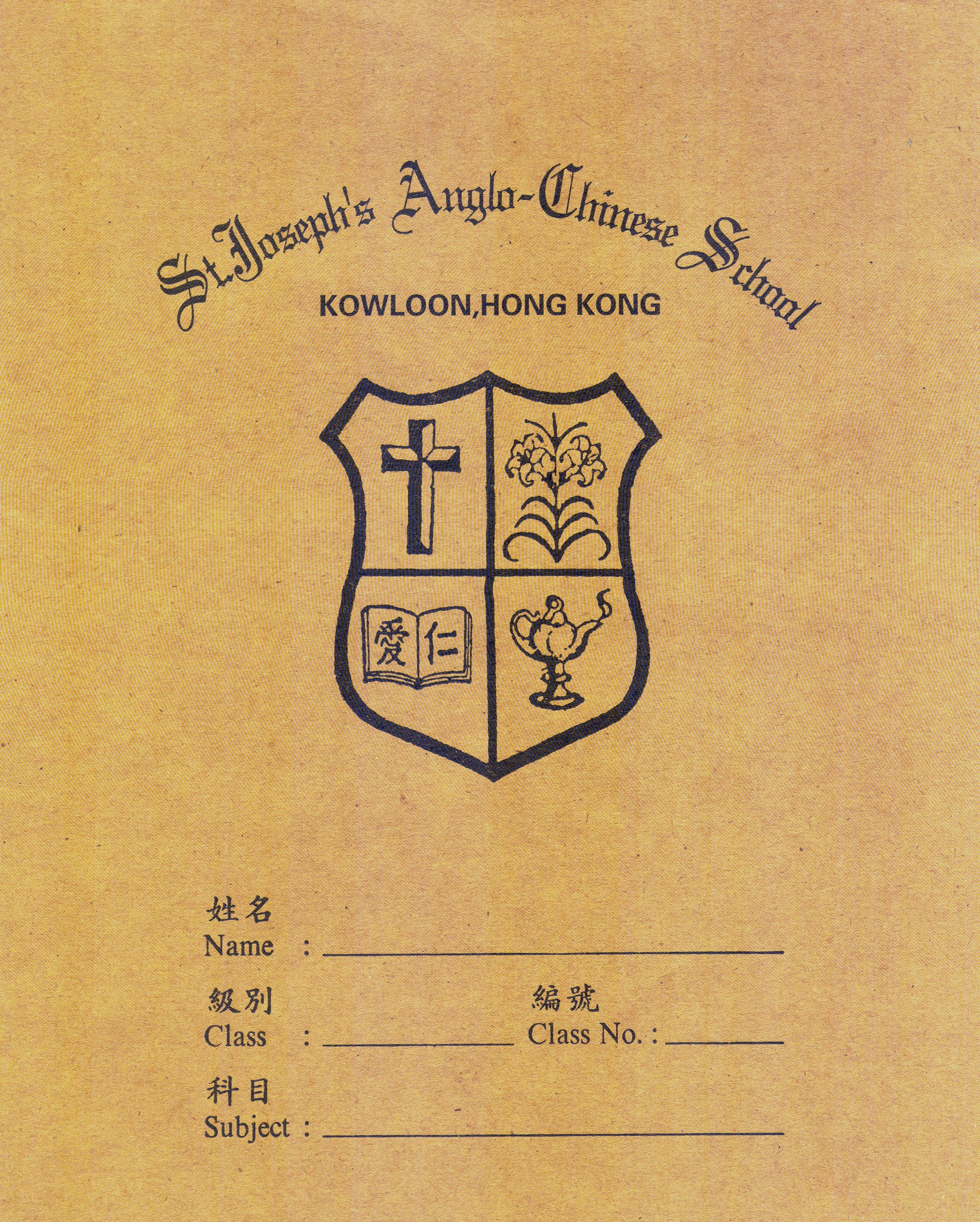
香港一間天主教中學所用的校簿

練習簿是中學生和小學生筆記簿和家課的簿，由學校按科目和程度印制的封面通常附有校徽和學校名稱，又稱校簿，有時為了區別會把商店內公開出售的練習簿稱為街簿。練習簿封面上有填寫姓名、班級、班號或學號、科目、敎師姓名等資料的欄位，有些封面背後則有表格，用作記錄每次習作的日期、內容、積分等，家長可能需要在該表上簽名以知悉子女的學業成績。
在香港，因為校簿價錢有時比較貴，部分學生會在街外文儀用品商店購買街簿作筆記、練習之用。有些地區如日本則不設校簿，學生需自行到文具店購買適合自己級別的練習簿。

## 類型

### 方格簿
常見於東亞地區，用作寫方塊字（如漢字、日語假名、韓語諺文等）。有20格、13格等，格數通常隨班級增加。

### 數學簿
方格較小，格數較多，常見的每版有20格X20格細格，用作數學練習，左邊留有空位寫題號。

### 雙行簿
用來供初學者練寫羅馬化文字，會設有雙行。

### 單行簿
多由小學高年級及中學生使用，用途較廣泛。

### 習字簿
用於練習毛筆書法，有些印有九宮格，亦有分別用作寫大字和細字之用。

## 其他
視覺藝術科和部分理科科目會使用理科簿，簿的大小較單行簿為大，頁數方面一頁印有單行，一頁空白，用於寫實驗報告之用。音樂科會使用音樂簿，簿裡印有五線譜。部分數學科也會使用圖解簿，用作畫坐標系統或函數。